# وست یونیورسیتی پلیس (تگزاس)
وست یونیورسیتی پلیس، تگزاس(به انگلیسی: West University Place, Texas) شهری در ایالت تگزاس از ایالات جنوبی ایالات متحده آمریکا است. در سرشماری سال ۲۰۰۰، جمعیت این شهر ۱۴۲۱۱ نفر اعلام شد.

## نگارخانه

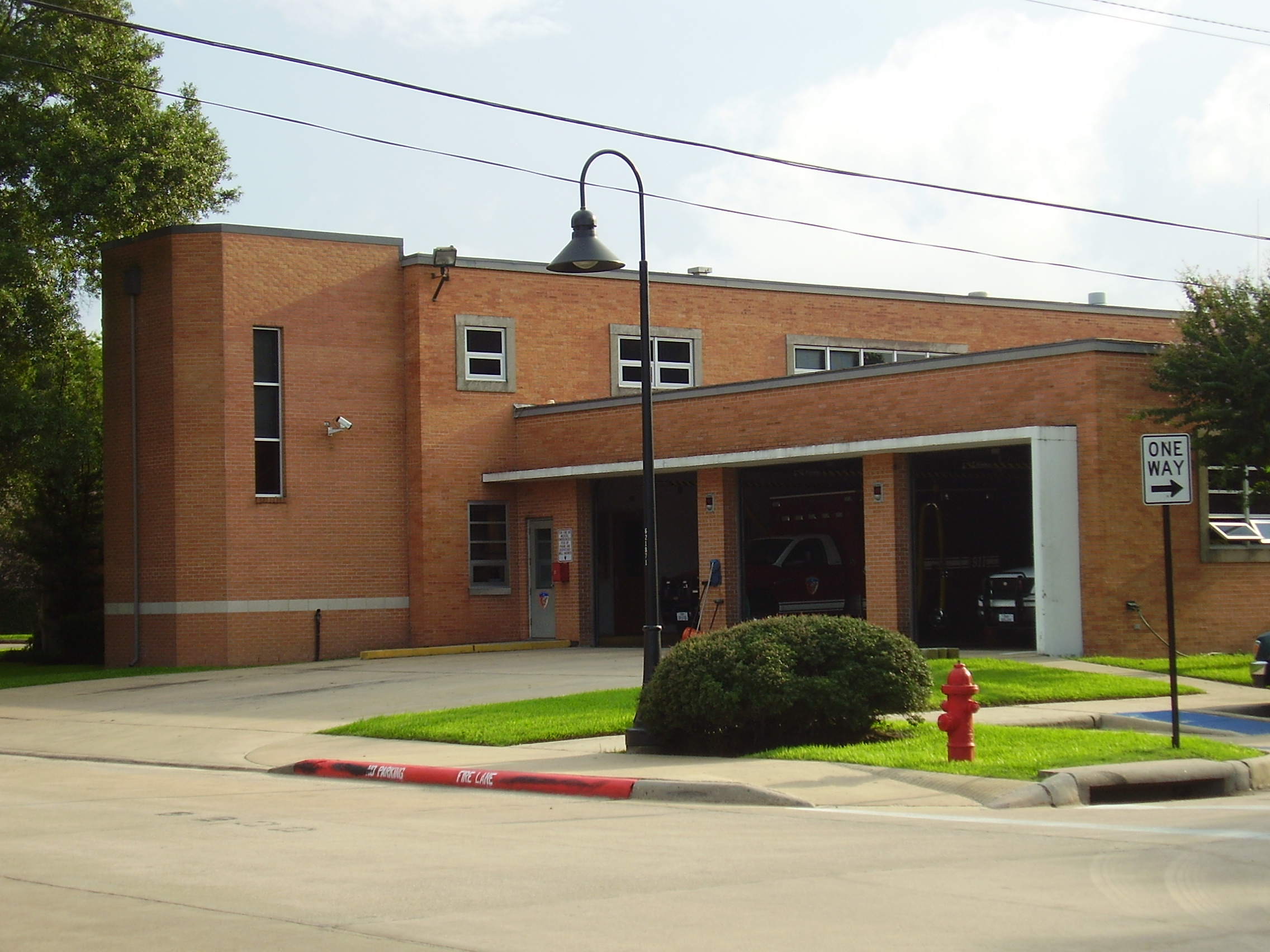
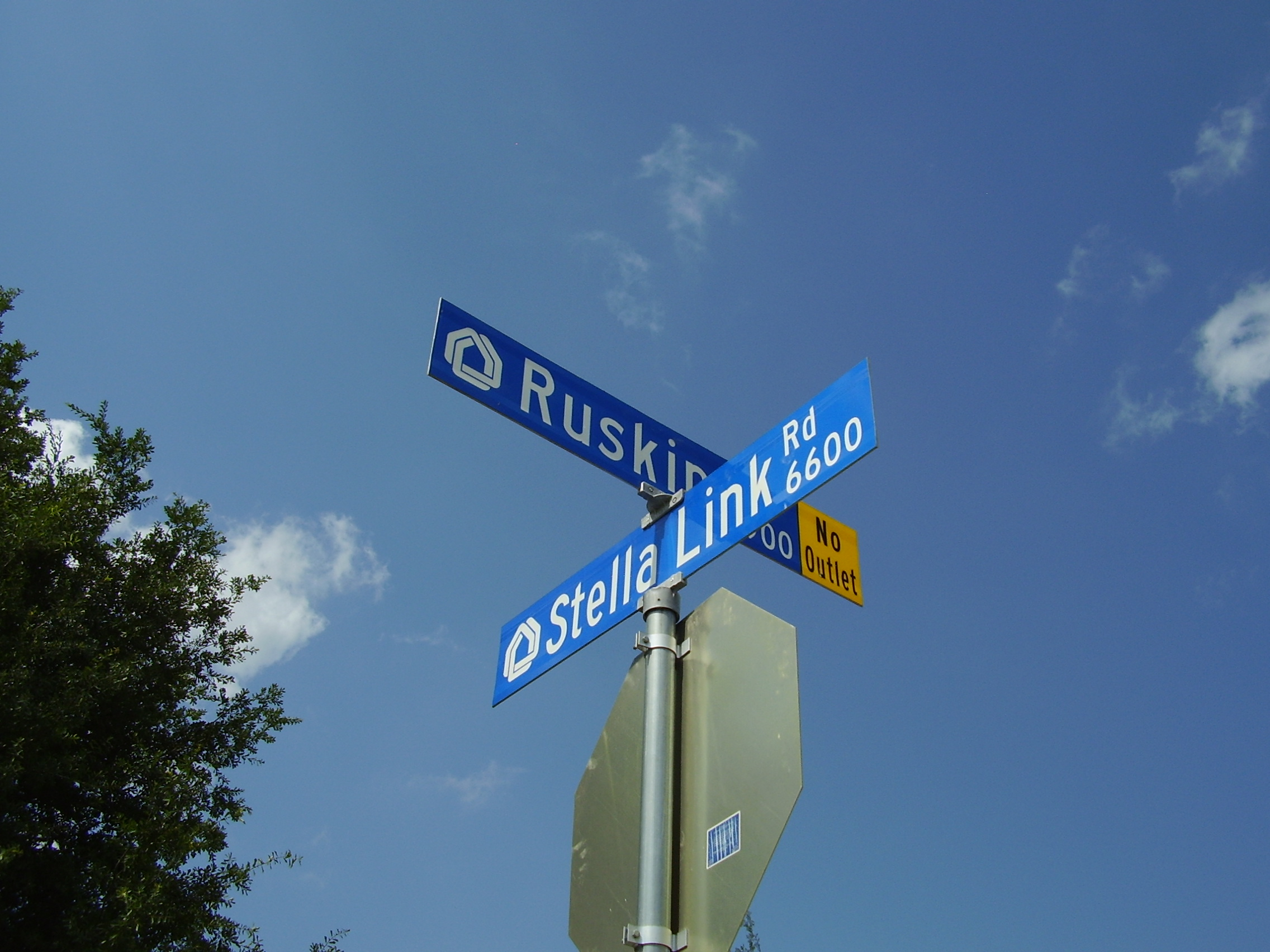